# 華盛頓縣 (俄勒岡州)
華盛頓县（英語：Washington County）是美国俄勒冈州西北部的一個郡，面積1,881平方公里。根據2020年美國人口普查，共有人口60萬372人。縣治希爾斯伯勒。該縣成立於1843年7月5日（稱為Twality District，是當地最早的四個分區之一，當時尚未建立領地），1849年9月3日改為今名。縣名紀念首任總統乔治·华盛顿。

## 城市
- 希爾斯伯勒（Hillsboro）
- 比弗頓（Beaverton）
- 泰格德（Tigard）
- 圖拉丁（Tualatin）
- 佛雷斯特格羅夫（Forest Grove）
- 舍伍德（Sherwood）